# Warby Range Park
Warby Range Park är en park i Australien. Den ligger i regionen Wangaratta och delstaten Victoria, omkring 200 kilometer nordost om delstatshuvudstaden Melbourne.
Närmaste större samhälle är Wangaratta, omkring 12 kilometer öster om Warby Range Park.
Trakten runt Warby Range Park består till största delen av jordbruksmark. Runt Warby Range Park är det ganska tätbefolkat, med 83 invånare per kvadratkilometer. Genomsnittlig årsnederbörd är 1 060 millimeter. Den regnigaste månaden är juli, med i genomsnitt 135 mm nederbörd, och den torraste är november, med 44 mm nederbörd.